# Fosse Beauvois
La fosse Beauvois ou no 2 de la Compagnie des mines de Douchy est un ancien charbonnage du Bassin minier du Nord-Pas-de-Calais, situé à Lourches. La fosse est ouverte en 1835, et n'est pas très importante. Détruite pendant la Première Guerre mondiale, le puits est comblé en 1920. Les mineurs y travaillant logeaient dans les corons bâtis entre les fosses Saint-Mathieu, Gantois et Beauvois. La Compagnie des mines de Douchy est nationalisée en 1946, et intègre le Groupe de Valenciennes.
Au début du XXIe siècle, Charbonnages de France matérialise la tête du puits Beauvois. La carreau de fosse est un espace vert, amputé en partie par la construction d'habitations individuelles.

## La fosse

### Fonçage
La fosse Beauvois est ouverte en 1835 à Lourches. Elle a atteint le terrain houiller à la profondeur de 80, ou 81 mètres. L'orifice du puits est situé à l'altitude de 37 mètres.

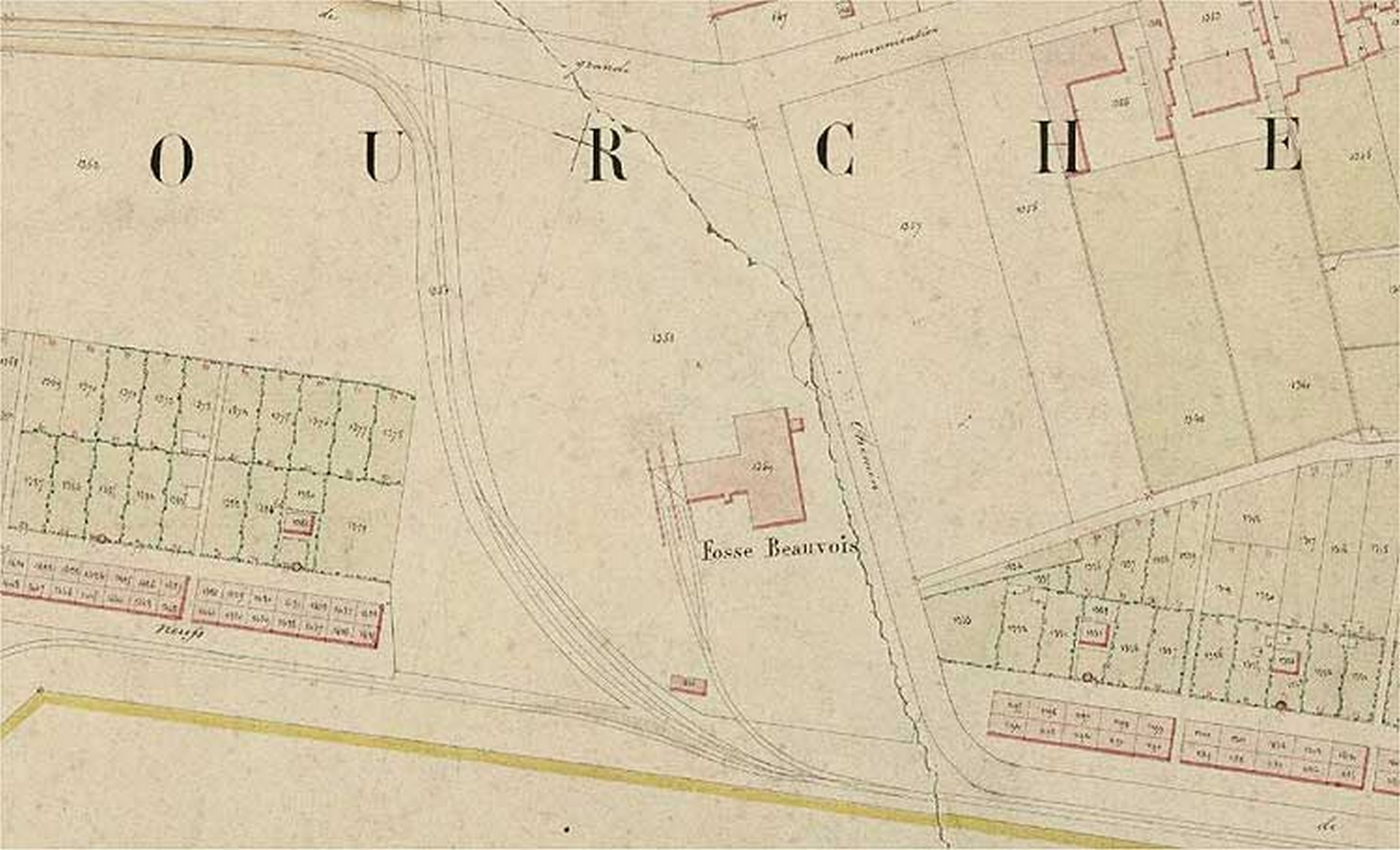
Plan du carreau de fosse au XIXe siècle.

### Exploitation
La fosse Beauvois est située à 337 mètres au sud-ouest de la fosse Saint-Mathieu et à 415 mètres à l'ouest-nord-ouest de la fosse Gantois. Le puits est profond de 541 mètres en 1886. La fosse Beauvois occupe, par rapport au faisceau de Lourches, une position analogue à celle de la fosse l'Éclaireur (à Rœulx), elle en est située à 350 mètres de distance vers l'est.
La fosse est détruite durant la Première Guerre mondiale. Le puits est remblayé en 1920. La Compagnie des mines de Douchy est nationalisée en 1946, et intègre le Groupe de Valenciennes. Il ne reste rien de la fosse.

### Reconversion
Au début du XXIe siècle, Charbonnages de France matérialise la tête des puits Beauvois. Le BRGM y effectue des inspections chaque année. Le carreau de fosse est devenu un espace vert, quelques habitations individuelles y ont été bâties dans les années 2000.

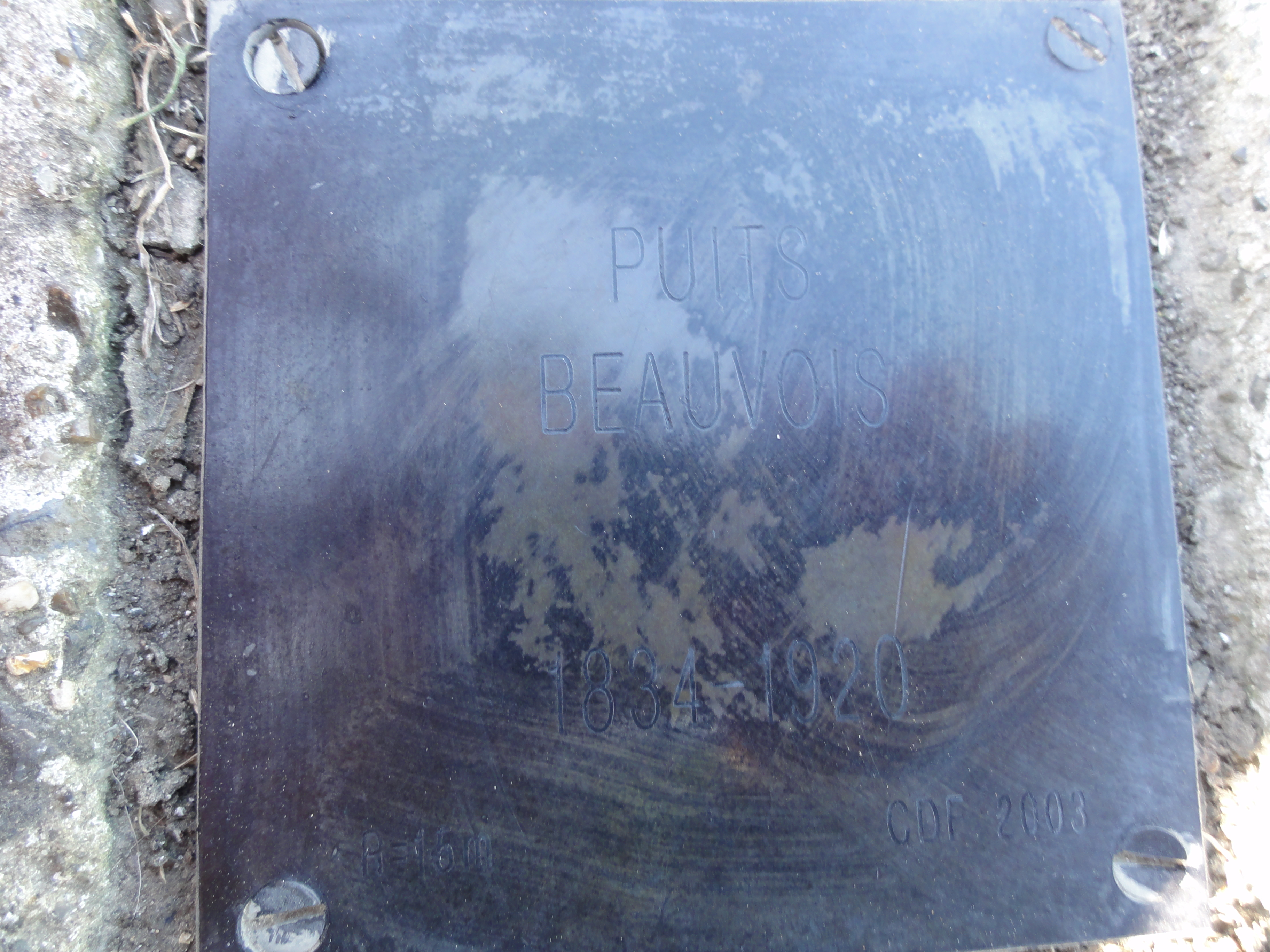
Puits Beauvois, 1834-1920.
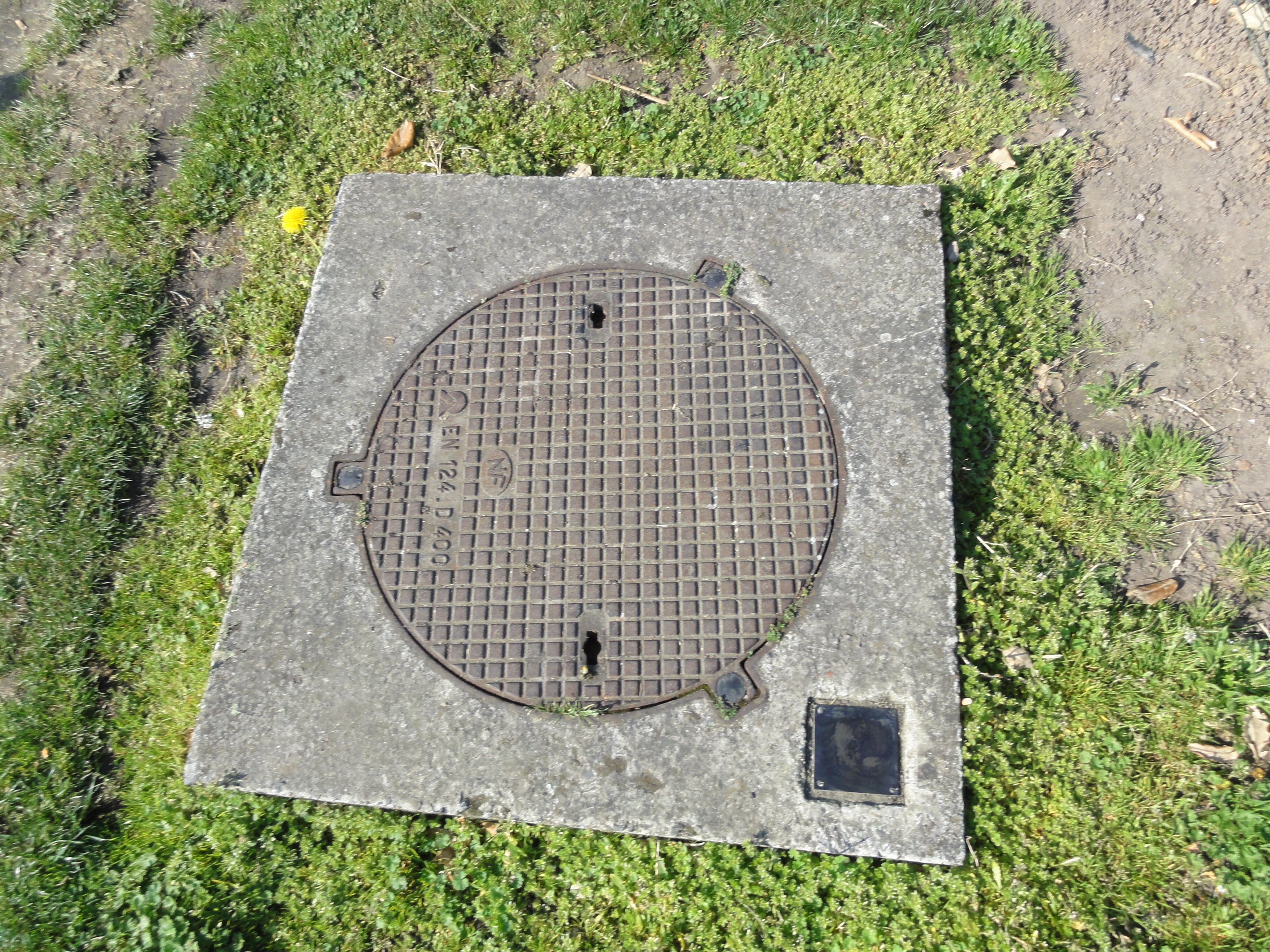
La tête de puits matérialisée.
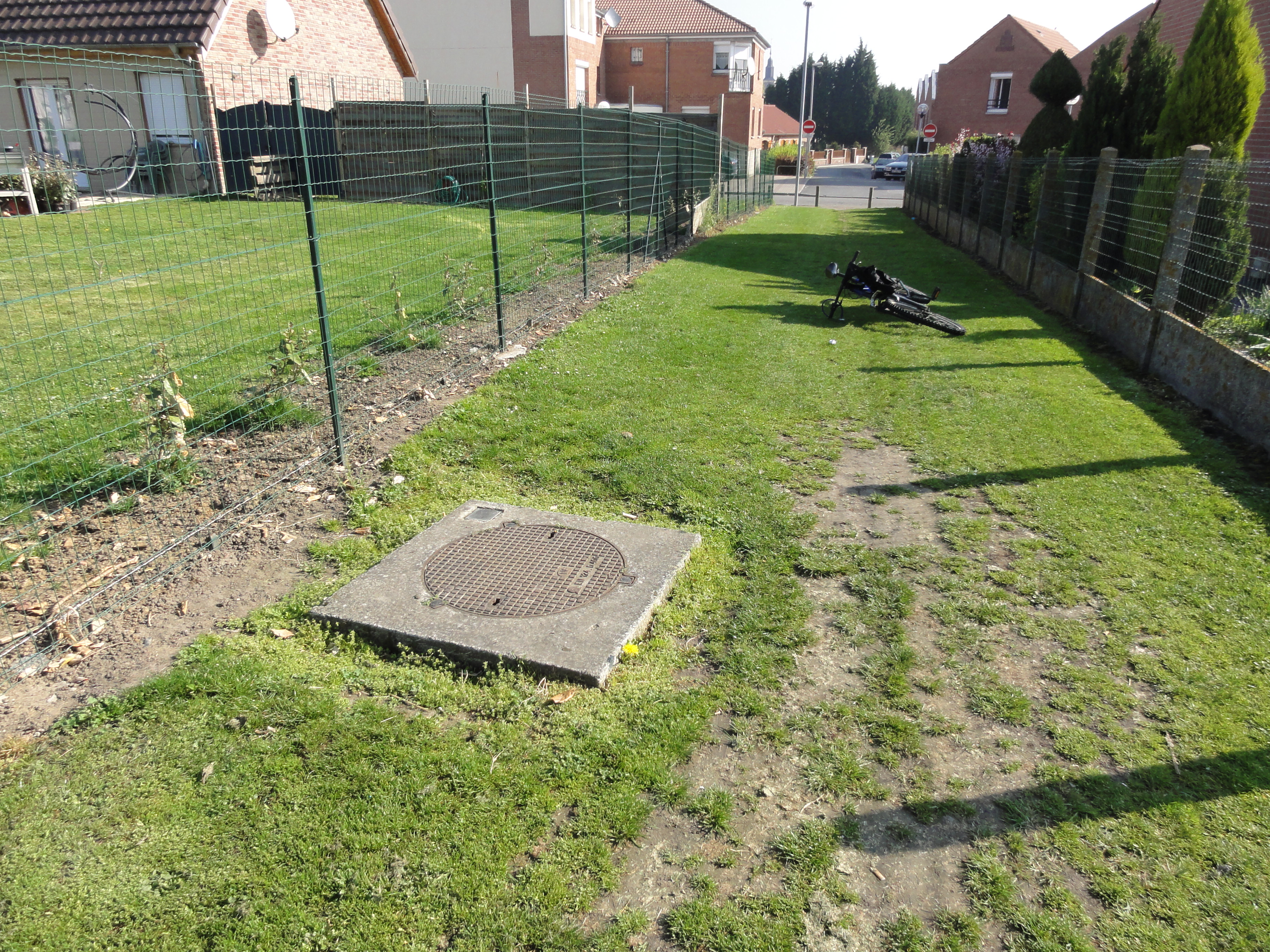
Le puits dans son environnement.
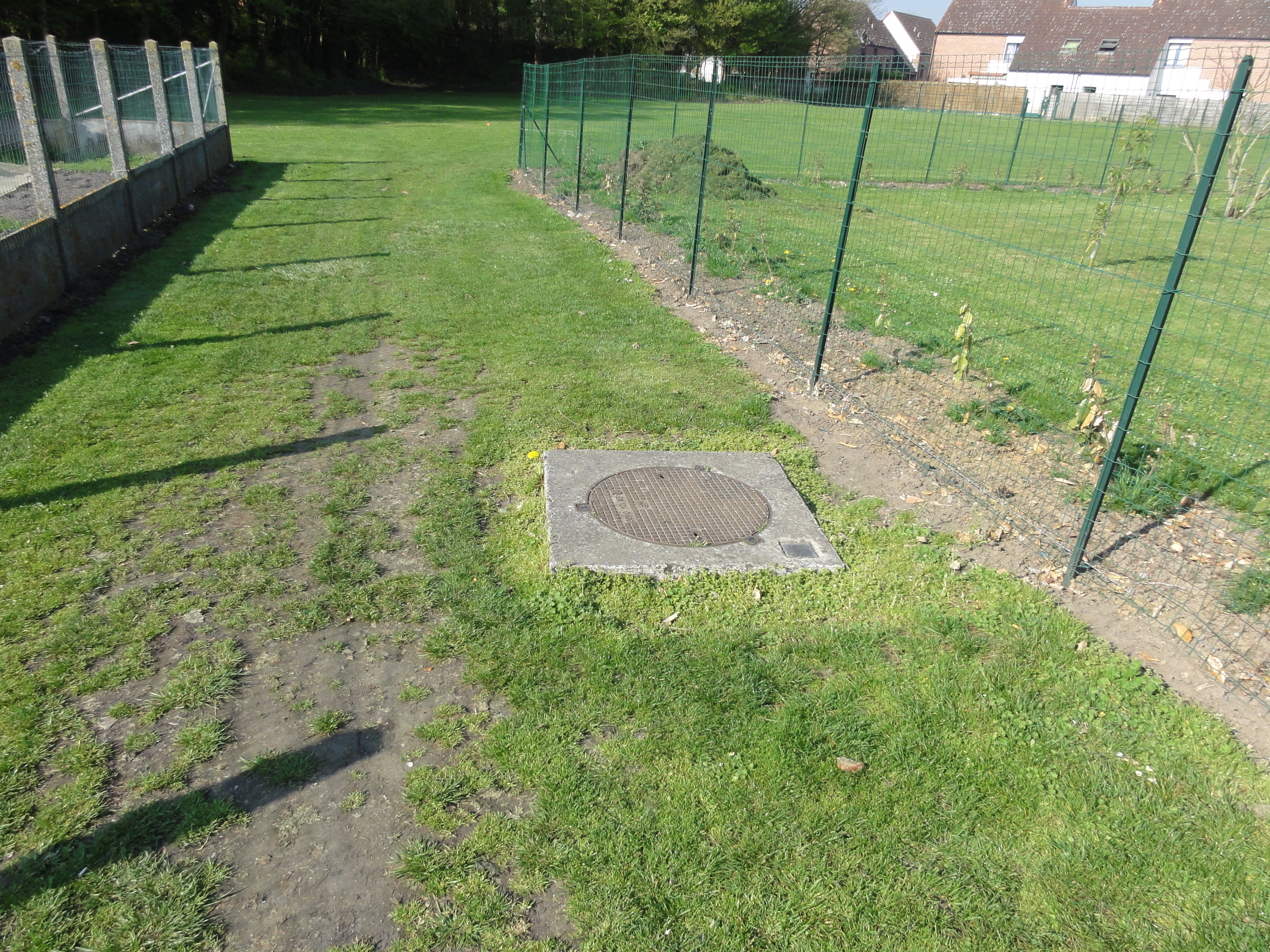
Le puits dans son environnement.
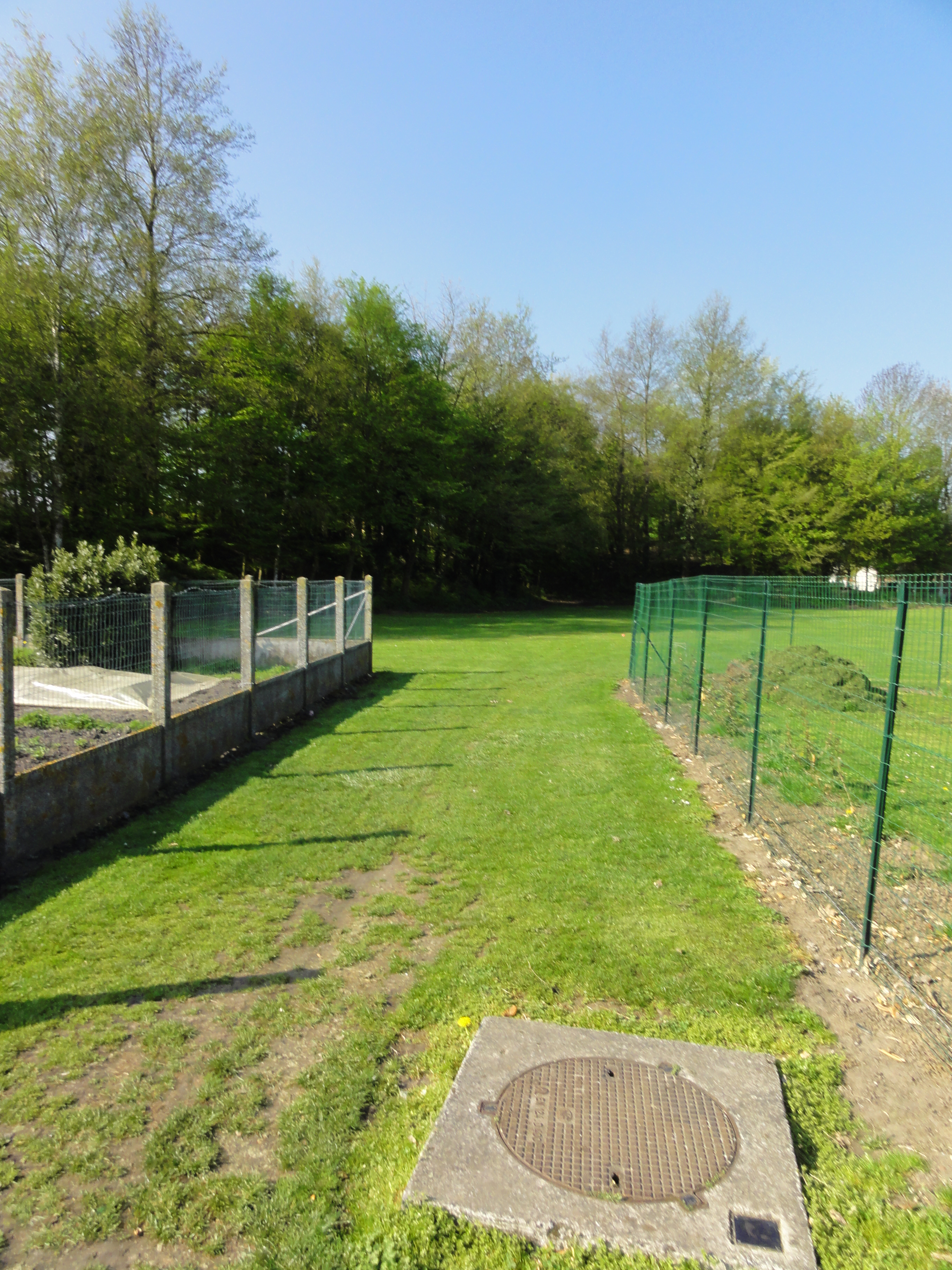
Le puits dans son environnement.

## Les cités
Relativement proche de la fosse Saint-Mathieu, les mineurs travaillant à la fosse Beauvois habitaient dans les corons de celle-ci. Tous ont été détruits.